# أوقستو سيزار موريرا
أوقستو سيزار موريرا هو لاعب كرة قدم برازيلي، ولد في 2 يونيو 1992 في بورتو أليغري في البرازيل. شارك مع منتخب البرازيل تحت 20 سنة لكرة القدم. أما مع النوادي، فقد لعب مع نادي إنترناسيونال ونادي تراكتور سازي ونادي شابيكوينسي.

## وصلات خارجية
- أوقستو سيزار موريرا على موقع رابطة كرة القدم اليابانية للمحترفين (اليابانية)
- أوقستو سيزار موريرا على موقع قاعدة بيانات كرة القدم.إي يو (الإنجليزية)
- أوقستو سيزار موريرا على موقع Soccerway.com (الإنجليزية)
- أوقستو سيزار موريرا على موقع عالم كرة القدم.نت (الإنجليزية)